# Британский Вэйхай

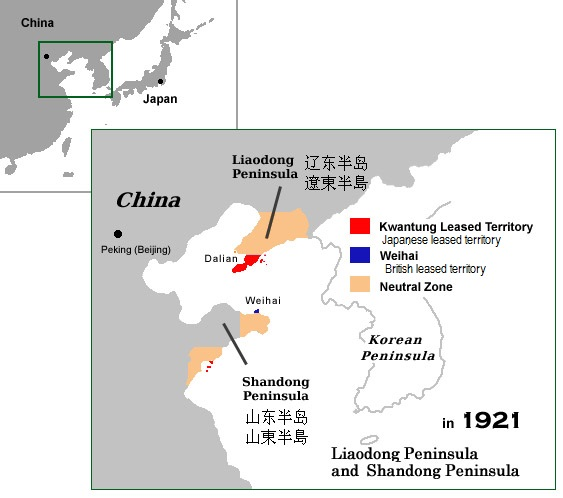
Территория Британского Вэйхая выделена синим цветом.

Флаг Британского Вэйхая (принят в 1903 году).

Британский Вэйхай — колония Великобритании в Китае, включавшая порт Вэйхай и небольшие сопредельные территории в провинции Шаньдун и существовавшая с 1898 по 1930 год. Главной целью британцев было иметь военно-морскую базу в северном Китае для «баланса» сил с Российской империей, в том же году арендовавшей у Китая Ляодунский полуостров.
Договор об аренде территории сроком на 25 лет между Великобританией и Империей Цин был подписан 1 июля 1898 года. В том же году британцами была утверждена временная администрация колонии, а в 1901 году — постоянная гражданская администрация, фактическая деятельность которой с 1905 года стала распространяться и на сельские поселения вокруг Вэйхая. В 1899 году британцы создали подчинённое им военизированное формирование из местных жителей для защиты колонии, но в 1906 году упразднили его. На протяжении своего существования территория также пользовалась некоторой популярностью у жителей Британской империи как курорт благодаря наличию около Вэйхая горячих источников.
В июне 1924 года между Великобританией и Китаем был подписан договор об «урегулировании» вэйхайского вопроса. 1 октября 1930 года британцы покинули Вэйхай, который вернулся под юрисдикцию Китая.